# スタッズハート・アムステルフェーン

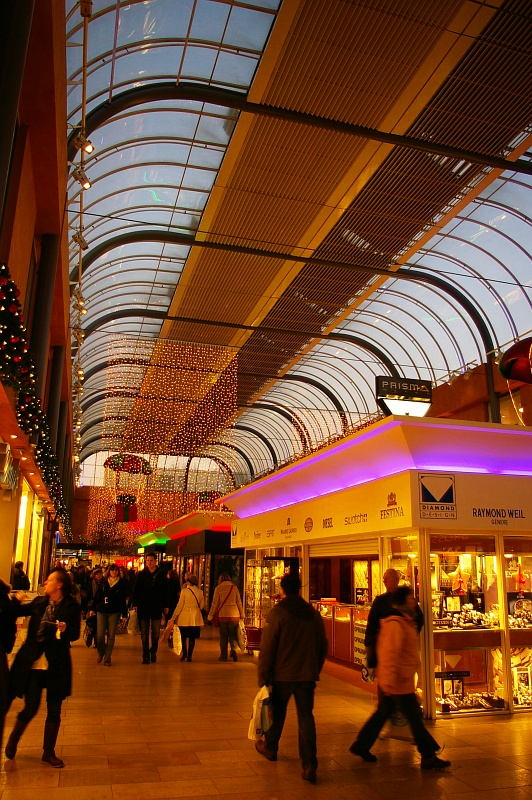
ビネンホフ
ショッピングセンター内

スタッズハート・アムステルフェーン（Stadshart Amstelveen）はオランダのアムステルフェーン基礎自治体の市街地中心部（Stads-hart）にある大規模ショッピングモールである。

## 概要
スタッズハート・アムステルフェーンはアムステルダム周辺で最大規模のショッピングモールで、1998年にアムステルフェーン再開発によって整備された、ショッピングセンターや文化施設、住宅などで構成される複合施設。約230の商店等が入居しており、年間来場者約600万人。
商業施設ビルの上層階は、オフィス、住宅、駐車場などになっている。
スタッズハート・アムステルフェーンには数々の和食レストランが存在し、寿司屋やラーメン屋、居酒屋などが存在する。
2025年にはスタッズハート・アムステルフェーンに日本の商品会社ユニクロが新店舗を3月20日オープン。オランダの5店舗、及び初のショッピングモール店舗となる。

## 主要施設
- Binnenhof (ビネンホフ ショッピングセンター)：C&AやHEMAなどのデパートやモール、郵便局などがある
- Rembrandthof (レンブラントホフ ショッピングセンター)：de BijenkorfやAlbert Heijnなどのデパートやモールなどがある
- Stadsplein：複合施設の中ほどにある噴水広場
- コブラ美術館

北接するアムステルダムでアバンギャルド芸術のコブラの活動が盛んであった。

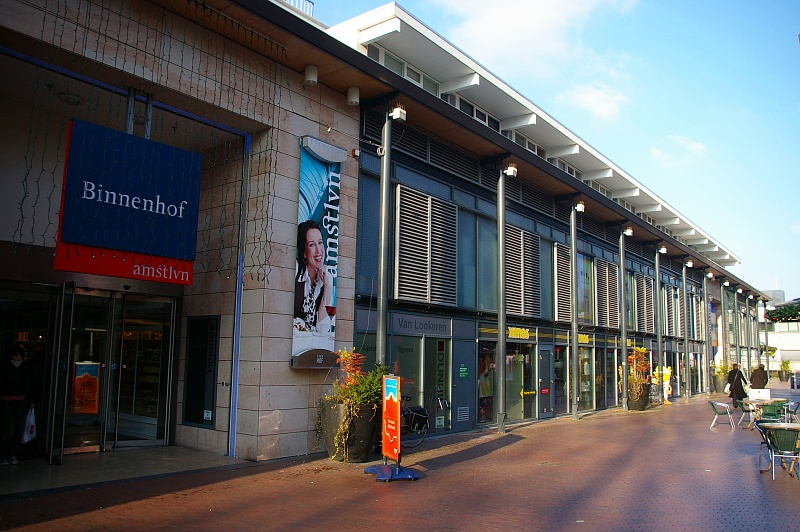
ビネンホフ
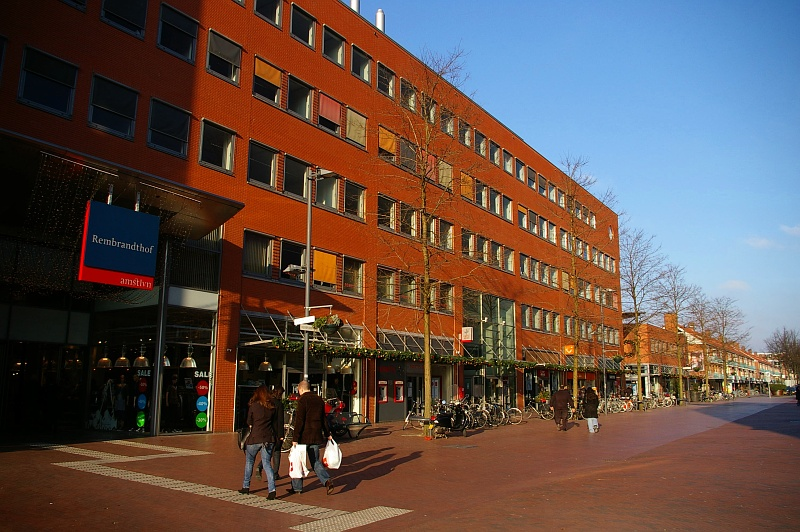
レンブラントホフ
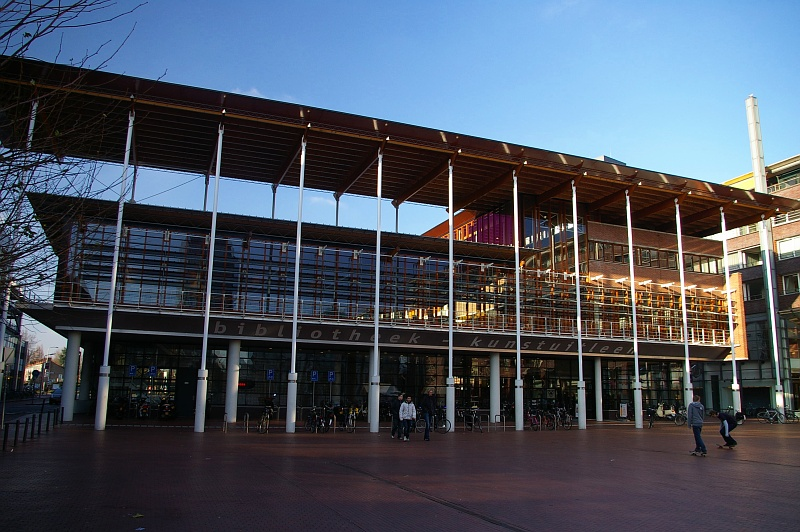
図書館
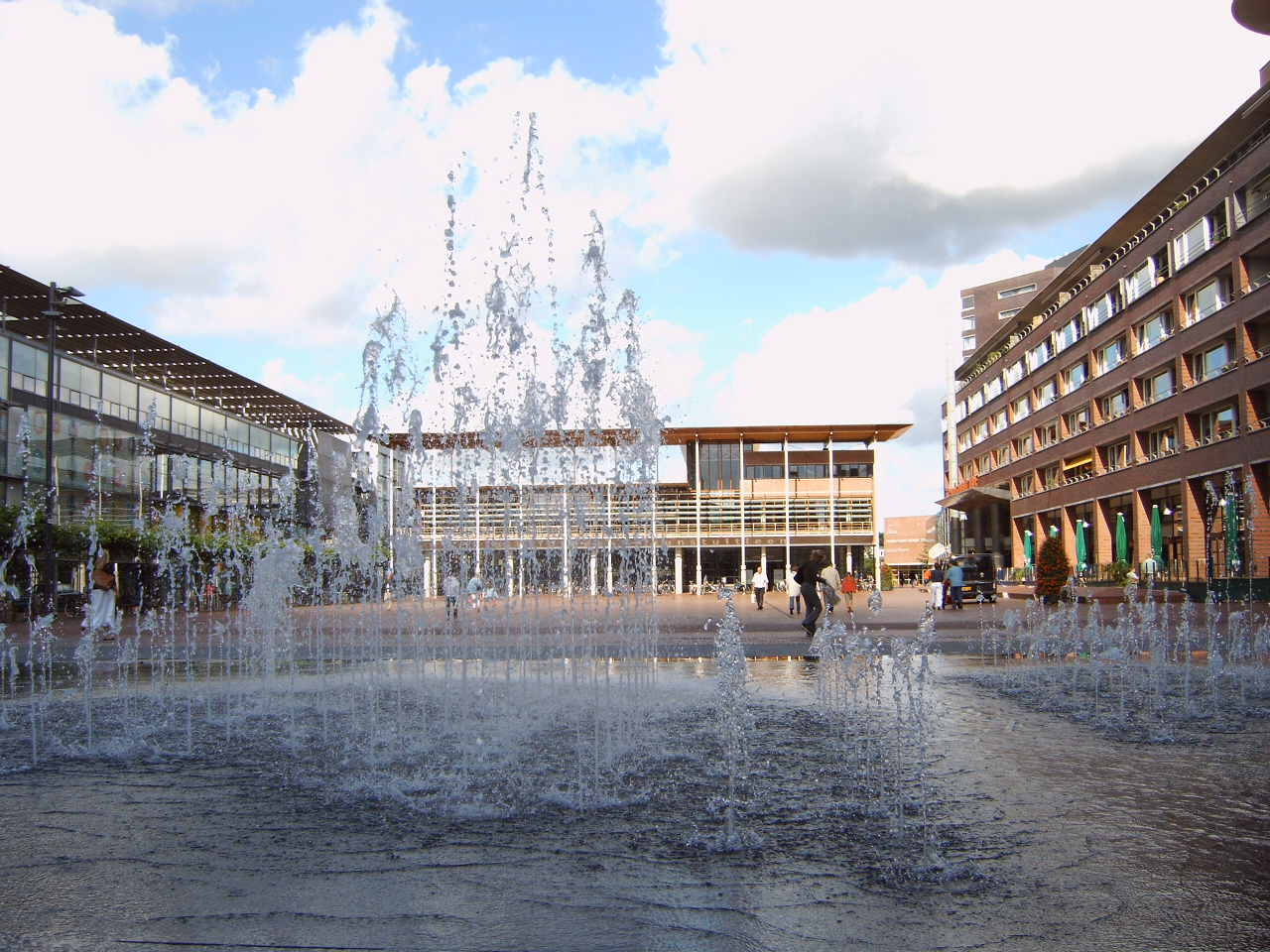
スタッズプレイン

- 映画館
- アムステルフェーン劇場 (Schouwburg Amstelveen)
- 観光案内所 (VVV)
- バスターミナル

- ビネンホフ
- レンブラントホフ
- 図書館
- スタッズプレイン

## 隣接施設
- V&D：トラム駅との間にあるデパート

## 交通アクセス
- メトロ51系統 アムステルフェーン中央駅より、西へ徒歩10分
- トラム5系統 アムステルフェーン・ビネンホフ停留所（終点）、西へ徒歩5分
- アムステルフェーン バスターミナル（Busstation）
- 高速道路A9 アムステルフェーン出口